# Stara Wólka
Stara Wólka – wieś w Polsce położona w województwie lubelskim, w powiecie ryckim, w gminie Ułęż.
W latach 1975–1998 miejscowość należała administracyjnie do województwa lubelskiego.